# Championnat du Soudan de football
Le championnat du Soudan de football est une compétition placée sous l'égide de la fédération du Soudan de football, qui a été créée en 1965. La première division est dominée depuis son instauration par les deux grands clubs de la ville d'Omdourman, Al Hilal et Al Merreikh, qui n'ont laissé que quatre éditions du championnat aux autres formations soudanaises.

## Format
À partir de la saison 2016, le championnat regroupe dix-huit équipes au sein d'une poule unique où elles se rencontrent deux fois, à domicile et à l'extérieur. En fin de saison, les trois derniers du classement sont relégués tandis que le 15e dispute un barrage de promotion-relégation face au 3e de D2. Le champion et son dauphin se qualifient pour la Ligue des champions de la CAF alors que les 3e et 4e obtiennent leur billet pour la Coupe de la confédération.

## Palmarès
| Année     | Champion                 |
| 1965      | Al Hilal (1)             |
| 1966      | Al Hilal (2)             |
| 1967      | Al-Mourada SC (1)        |
| 1968      | Burri Khartoum (1)       |
| 1969      | Al Hilal (3)             |
| 1970      | Al Merreikh (1)          |
| 1971      | Championnat annulé       |
| 1972      | Al Merreikh (2)          |
| 1973      | Al Hilal (4)             |
| 1974      | Al Merreikh (3)          |
| 1975      | Championnat annulé       |
| 1976      | Championnat annulé       |
| 1977      | Al Merreikh (4)          |
| 1978      | Championnat annulé       |
| 1979      | Championnat annulé       |
| 1980      | Championnat annulé       |
| 1981      | Al Hilal (5)             |
| 1982      | Al Merreikh (5)          |
| 1983      | Al Hilal (6)             |
| 1984      | Al Hilal (7)             |
| 1985      | Al Merreikh (6)          |
| 1986      | Al Hilal (8)             |
| 1987      | Al Hilal (9)             |
| 1988      | Al-Mourada SC (2)        |
| 1989      | Al Hilal (10)            |
| 1990      | Al Merreikh (7)          |
| 1991      | Al Hilal (11)            |
| 1992      | Al Hilal Port-Soudan (1) |
| 1993      | Al Merreikh (8)          |
| 1994      | Al Hilal (12)            |
| 1995      | Al Hilal (13)            |
| 1996      | Al Hilal (14)            |
| 1997      | Al Merreikh (9)          |
| 1998      | Al Hilal (15)            |
| 1999      | Al Hilal (16)            |
| 2000      | Al Merreikh (10)         |
| 2001      | Al Merreikh (11)         |
| 2002      | Al Merreikh (12)         |
| 2003      | Al Hilal (17)            |
| 2004      | Al Hilal (18)            |
| 2005      | Al Hilal (19)            |
| 2006      | Al Hilal (20)            |
| 2007      | Al Hilal (21)            |
| 2008      | Al Merreikh (13)         |
| 2009      | Al Hilal (22)            |
| 2010      | Al Hilal (23)            |
| 2011      | Al Merreikh (14)         |
| 2012      | Al Hilal (24)            |
| 2013      | Al Merreikh (15)         |
| 2014      | Al Hilal (25)            |
| 2015      | Al Merreikh (16)         |
| 2016      | Al Hilal (26)            |
| 2017      | Al Hilal (27)            |
| 2018      | Al Merreikh (17)         |
| 2018-2019 | Al Merreikh (18)         |
| 2019-2020 | Al Merreikh (19)         |
| 2020-2021 | Al Hilal (28)            |
| 2021-2022 | Al Hilal (29)            |
| 2022-2023 | Championnat annulé       |
| 2024      | Pas de championnat       |
|           |                          |

## Bilan
| Club                 | Titres | Années |
| -------------------- | ------ | --- |
| Al Hilal             | 29     | 1965, 1966, 1969, 1973, 1981, 1983, 1984, 1986, 1987, 1989, 1991, 1994, 1995, 1996, 1998, 1999, 2003, 2004, 2005, 2006, 2007, 2009, 2010, 2012, 2014, 2016, 2017, 2021, 2022 |
| Al Merreikh          | 19     | 1970, 1972, 1974, 1977, 1982, 1985, 1990, 1993, 1997, 2000, 2001, 2002, 2008, 2011, 2013, 2015, 2018, 2019, 2020                                                             |
| Al-Mourada SC        | 2      | 1967, 1988 |
| Burri Khartoum       | 1      | 1968 |
| Al Hilal Port-Soudan | 1      | 1992 |

## Meilleurs buteurs
| Rang | Nom                  | Buts |
| ---- | -------------------- | ---- |
| 1    | Kelechi Osunwa       | 164  |
| 2    | Faisal Agab          | 122  |
| 3    | Muhannad El Tahir    | 118  |
| 4    | Mudathir El Tahir    | 112  |
| 5    | Muhamed Abdel Rahman | 105  |
| 6    | Ramadan Agab         | 95   |
| 7    | Haytham Tambal       | 94   |
| 8    | Mutaz Kabair         | 88   |
| 9    | Mohamed Ahmed Bashir | 75   |
| 10   | Bushra Wahba         | 74   |